# السلمي (القفر)

تعديل مصدري - تعديل

السلمي محلة تابعة لقرية قرينة، التابعة لعزلة النخلة بمديرية القفر إحدى مديريات محافظة إب في الجمهورية اليمنية، بلغ تعداد سكانها 20 حسب تعداد اليمن لعام 2004.